# Специальные мероприятия и памятные даты ООН
Международные даты и периоды ООН — специальные мероприятия и памятные даты, инициированные Генеральной Ассамблеей с целью привлечения внимания к проблемам интернационального значения. Существуют международные десятилетия, годы, недели, дни, и отдельно устанавливаемые годовщины. Большинство специальных мероприятий и памятных дат были инициированы Генеральной Ассамблеей ООН, и лишь некоторые — специализированными учреждениями ООН.

## История
В 1950 году был проведен первый международный день — День прав человека, отмечаемый ежегодно 10 декабря.

## Дни
В 1950 году Генеральная Ассамблея ООН одобрила идею проведения первого международного дня — Дня прав человека, — предложив отмечать его на ежегодной основе 10 декабря. Резолюция 423 (V) «предложила всем странам и заинтересованным организациям…, соблюдать этот праздник в память провозглашения Всеобщей декларации прав человека Генеральной Ассамблеей 10 декабря 1948 г. и умножить свои усилия в этой области человеческого прогресса».

## Недели
В 1978 году Генеральная Ассамблея ООН в своей резолюции S-10/2 провозгласила первую международную неделю — «неделю, начинающуюся 24 октября, день основания Организации Объединённых Наций, неделей, посвященной содействию целям разоружения». (Неделя разоружения).

## Годы
Первый международный год был объявлен Генеральной Ассамблеей в 1959 году. В своей резолюции 1285 (XIII) Генеральная Ассамблея «рассмотрела предложение об установлении Всемирного года беженца, начиная с июня 1959 года».

## Десятилетия
Первое международное десятилетие было объявлено Генеральной Ассамблеей ООН 19 декабря 1961 года на 1084-м пленарном заседании. В своей резолюции A/RES/1710 (XVI) Генеральная Ассамблея «объявила текущее Десятилетие „Декадой развития“ Организации Объединённых Наций».